# Chasseycultuur
De Chasseycultuur is een neolithische landbouwcultuur die zich in 4200 v.Chr. voornamelijk in het huidige Frankrijk ontwikkelde. 
De wortels van de cultuur bevinden zich in de Cardiaal-impressocultuur van het Middellandse Zeegebied. De vroegste nederzettingen bevinden zich westelijk van de Rhone, en het is waarschijnlijk dat de cultuur zich via de rivier verspreidde en zo het Bekken van Parijs bereikte. De cultuur is vernoemd naar het plaatsje Chassey-le-Camp, een dorp in het departement Saône-et-Loire. Het is een strategisch gebied, want op deze plaats liggen de Saône en de Loire niet ver van elkaar. 
In Noord-Italië ontstond ca. 3600 v.Chr. de Lagozzacultuur, die vaak als een variant van de Chasseycultuur wordt gezien. 
In Noord-Frankrijk ontwikkelde zich rond 2400 v.Chr. uit de Chasseycultuur de Seine-Oise-Marnecultuur. 

## Karakteristieken
De Chasseycultuur beschikte nog niet over metaal en gebruikte stenen werktuigen. Men beheerste de techniek van het bewerken van vuurstenen en het maken van aardewerk. Men deed aan landbouw en hield zich voornamelijk bezig met het kweken van fruit en graan. Naast landbouw deed men ook aan veeteelt. Deze mensen leefden in kleine dorpen met enkele honderdtallen inwoners. De doden begroef men rondom het dorp. Men trof artefacten aan zoals pijl-en-boog, bootjes, stenen en houten werktuigen.